# Zappacosta
Zappacosta, auch Alfie Zappacosta (eigentlich Alfred Peter Zappacosta), (* 1953 in Sora, Italien) ist ein kanadischer Sänger.

## Leben und Karriere
Sechs Monate nach seiner Geburt zog Zappacosta mit seiner Familie nach Toronto (Kanada), wo er in den 1970er Jahren seine Karriere mit der Band Surrender begann, mit der er auch erste Aufnahmen und Veröffentlichungen machte.
1983 begann er seine Solokarriere, ein Jahr später folgte sein erstes Album Zappacosta mit den Singles We Should Be Lovers und Passion. Durch den Erfolg seines ersten Albums gewann er 1984 auch den Juno Award als Most Promising Male Vocalist of the Year (vielversprechendster männlicher Sänger des Jahres). Er war einer von vielen kanadischen Sänger des kanadischen Benefizliedes Tears Are Not Enough aus dem Jahre 1985. Sein nächstes Album A-Z veröffentlichte er ein Jahr später. Zu größerer internationaler Bekanntheit hat seine Single Overload, die im Film Dirty Dancing zu hören ist, sehr beigetragen.
Zappacosta nahm an einigen Theaterproduktionen teil, so spielte er zum Beispiel 2001 bei einer Version des Musicals Jesus Christ Superstar mit.

## Diskografie

### Alben
- Zappacosta – 1984
- A-Z – 1986
- Over 60 Minutes with... Zappacosta – 1987 compilation
- Quick!... Don't Ask Any Questions – 1990
- Innocence Ballet – 1995
- Dark Sided Jewel – 1999
- Start Again – 2004
- Bonafide – 2007
- At the Church at Berkeley – 2008

### Singles
- "We Should Be Lovers" (1984)
- "Passion" (1984)
- "Start Again" (1985)
- "When I Fall (In Love Again)" (1986)
- "Nothing Can Stand In Your Way" (1986)
- "Turn It On" (1986)
- "I Think About You" (1986)
- "Overload" (1988)
- "Nothing To Do with Love" (1990)
- "Letter Back" (1990)
- "I'll Be the One" (1991)
- "Simple Words to Say" (1991)
- "Orlanda" (1995)
- "And We'll Dance" (2004)
- "Start Again" (2004)